# Chaos and the Calm
Chaos and the Calm là album phòng thu đầu tay của ca sĩ-nhạc sĩ người Anh James Bay. Album phát hành vào ngày 23 tháng 3 năm 2015 thông qua Republic Records.

## Diễn biến thương mại
Vào ngày 25 tháng 3 năm 2015, công ty Official Charts Company thông báo rằng Chaos and the Calm sẽ ra mắt tại vị trí quán quân bảng xếp hạng UK Albums Chart tuần 29 tháng 3 năm 2015, và có doanh số cao hơn các album quán quân trước đó. Ngày 29 tháng 3, album đã ra mắt tại vị trí quán quân với doanh số đạt 64.440 bản.

## Danh sách và thứ tự các bài hát
| Chaos and the Calm — Phiên bản chuẩn | Chaos and the Calm — Phiên bản chuẩn | Chaos and the Calm — Phiên bản chuẩn | Chaos and the Calm — Phiên bản chuẩn | Chaos and the Calm — Phiên bản chuẩn |
| STT                                  | Nhan đề                              | Sáng tác                             | Sản xuất                             | Thời lượng                           |
| ------------------------------------ | ------------------------------------ | ------------------------------------ | ------------------------------------ | ------------------------------------ |
| 1.                                   | "Craving"                            | James Bay Iain Archer                | Jacquire King                        | 3:47                                 |
| 2.                                   | "Hold Back the River"                | Bay Archer                           | King                                 | 3:59                                 |
| 3.                                   | "Let It Go"                          | Bay Paul Barry                       | King                                 | 4:21                                 |
| 4.                                   | "If You Ever Want to Be in Love"     | Bay Jimmy Hogarth Steve McEwan       | King                                 | 3:58                                 |
| 5.                                   | "Best Fake Smile"                    | Bay Archer                           | King                                 | 3:26                                 |
| 6.                                   | "When We Were On Fire"               | Bay Jon Green                        | King                                 | 3:59                                 |
| 7.                                   | "Move Together"                      | Bay Jamie Hartman                    | King                                 | 4:37                                 |
| 8.                                   | "Scars"                              | Bay                                  | King                                 | 4:34                                 |
| 9.                                   | "Collide"                            | Bay Thomas EP Hull                   | King                                 | 3:24                                 |
| 10.                                  | "Get Out While You Can"              | Bay Ed Harcourt                      | King                                 | 4:41                                 |
| 11.                                  | "Need the Sun to Break"              | Bay Joel Pott                        | King                                 | 3:46                                 |
| 12.                                  | "Incomplete"                         | Bay Jake Gosling Chris Leonard       | King                                 | 3:41                                 |

| Chaos and the Calm — Bài hát thêm cho phiên bản cao cấp | Chaos and the Calm — Bài hát thêm cho phiên bản cao cấp | Chaos and the Calm — Bài hát thêm cho phiên bản cao cấp | Chaos and the Calm — Bài hát thêm cho phiên bản cao cấp | Chaos and the Calm — Bài hát thêm cho phiên bản cao cấp |
| STT                                                     | Nhan đề                                                 | Sáng tác                                                | Sản xuất                                                | Thời lượng                                              |
| ------------------------------------------------------- | ------------------------------------------------------- | ------------------------------------------------------- | ------------------------------------------------------- | ------------------------------------------------------- |
| 13.                                                     | "Running"                                               | Bay                                                     | Bay                                                     | 3:36                                                    |
| 14.                                                     | "Clocks Go Forward"                                     | Bay Martin Brammer                                      | Jon Green                                               | 4:10                                                    |
| 15.                                                     | "Stealing Cars"                                         | Bay Green                                               | Green                                                   | 3:43                                                    |
| 16.                                                     | "Scars" (trực tiếp tại iTunes Festival)                 | Bay                                                     |                                                         | 4:43                                                    |

## Xếp hạng

### Xếp hạng tuần
| Bảng xếp hạng (2015)                     | Vị trí cao nhất |
| ---------------------------------------- | --------------- |
| Album Úc (ARIA)                          | 3               |
| Album Áo (Ö3 Austria)                    | 2               |
| Album Hà Lan (Album Top 100)             | 5               |
| Album Đức (Offizielle Top 100)           | 3               |
| Album Hungaria (MAHASZ)                  | 38              |
| Album Ireland (IRMA)                     | 1               |
| Album Ý (FIMI)                           | 13              |
| Album New Zealand (RMNZ)                 | 6               |
| Album Thụy Sĩ (Schweizer Hitparade)      | 1               |
| Album Anh Quốc (OCC)                     | 1               |
| Album Hoa Kỳ Billboard 200               | 15              |
| Album Hoa Kỳ Digital (Billboard)         | 5               |
| Album Hoa Kỳ Folk (Billboard)            | 2               |
| Album Hoa Kỳ Top Alternative (Billboard) | 2               |
| Album Hoa Kỳ Top Rock (Billboard)        | 3               |

## Lịch sử phát hành
| Khu vực        | Ngày phát hành      | Định dạng          | Nhãn hiệu       |
| -------------- | ------------------- | ------------------ | --------------- |
| Ireland        | 20 tháng 3 năm 2015 | CD Tải kĩ thuật số | Virgin Republic |
| Vương quốc Anh | 23 tháng 3 năm 2015 | CD Tải kĩ thuật số | Virgin Republic |